# Кашана Алта
Кашана Алта је насеље у Италији у округу Пиза, региону Тоскана.
Према процени из 2011. у насељу је живело 498 становника. Насеље се налази на надморској висини од 204 м.